# (52246) Дональдджохансон
(52246) Дональдджохансон — углеродистый астероид эригонского типа, диаметром около 4 км, из внутренних областей пояса астероидов. Был открыт 2 марта 1981 года американским астрономом Шелте Басом в обсерватории Сайдинг-Спринг в Австралии. Астероид класса C является целью миссии НАСА «Люси», был назван в честь американского палеоантрополога Дональда Джохансона, первооткрывателя ископаемого скелета женской особи австралопитека афарского, получившего имя «Люси».

## Орбита и классификация
Дональдджохансон входит в семейство Эригоны (406), крупное семейство углеродистых астероидов, насчитывающее около 2000 известных экземпляров и названное в честь астероида (163) Эригона. Относительно старое семейство, образовавшееся примерно 130 млн лет назад.
Обращается вокруг Солнца во внутреннем поясе астероидов на расстоянии 1,9—2,8 а.е. Время обращения 3 года и 8 месяцев (1345 суток). Орбита имеет эксцентриситет 0,19 и наклонение 4° относительно эклиптики. Первое предварительное наблюдение было сделано в обсерватории в феврале 1981 года, что позволило продлить дугу наблюдения тела на 2 недели до его официального открытия.

## Миссия «Люси»
Астероид является одной из целей миссии НАСА «Люси», которая была запущена 16 октября 2021 года. 20 апреля 2025 года аппарат пролетел мимо астероида на минимальном расстоянии 960 километров с относительной скоростью 13,4 км в секунду. Обработка полученных данных продолжается, но уже сейчас ясно, что размер астероида оказался значительно больше вычисленного ранее — 3,5х8 км. Кроме того подтвердились предположения о том, что Дональджохансон имеет сильно вытянутую форму, на полученных фотографиях видно, что он похож на короткую гантель или берцовую кость.

## Физические характеристики
Дональджохансон характеризуется как углеродистый астероид класса C, соответствующий общему спектральному классу C и X для эригонских астероидов. Его абсолютная магнитуда составляет 15,5.
Фотометрические наблюдения Дональдджохансона в августе 2020 года показали, что он является медленным ротатором с исключительно высокой амплитудой кривой блеска 1,7 величины. По кривой блеска можно предположить, что Дональджохансон либо имеет сильно вытянутую форму, либо, возможно, является синхронной двойной системой. Обширные фотометрические наблюдения двумя телескопами TRAPPIST с ноября 2020 по февраль 2021 года определили период вращения Дональджохансона равным примерно 252 часам.
По данным исследования, проведенного космическим аппаратом НАСА Wide-field Infrared Survey Explorer с последующей миссией NEOWISE, диаметр Дональдджохансона составляет 3,895 км, а альбедо его поверхности — 0,103.

## Название
Планируется, что эту малую планету посетит космический аппарат миссии НАСА «Люси», который будет наблюдать ее по пути к своей основной цели — нескольким троянским астероидам Юпитера. Аппарат «Люси» назван в честь ископаемого гоминида «Люси», а Donaldjohanson — в честь сооткрывателя этого ископаемого Дональда Джохансона, американского палеоантрополога. Утверждённый вариант названия был опубликован Центром малых планет 25 декабря 2015 года (M.P.C. 97569).